# 市谷站
市谷站（日语：／ Ichigaya eki */?）是位於日本東京都千代田區、新宿區，屬於東日本旅客鐵道（JR東日本）、東京地下鐵、東京都交通局（都營地下鐵）的鐵路車站。
JR東日本與東京地下鐵站名表記是大寫的；都營地下鐵站名表記是小寫的。
JR東日本站體所在地是千代田區五番町、東京地下鐵站體是新宿區市谷田町一丁目、都營地下鐵站體則是千代田区九段南四丁目。

## 历史
- 1895年（明治28年）3月6日：甲武鐵道市谷站開業。
- 1906年（明治39年）10月1日：甲武鐵道國有化，成為日本國有鐵道（日本國鐵）車站。
- 1974年（昭和49年）10月30日：營團地下鐵有樂町線市谷站開業。
- 1980年（昭和55年）3月16日：都營地下鐵新宿線市谷站開業。
- 1987年（昭和62年）4月1日：國鐵分割民營化，本站由JR東日本接手管理。
- 1996年（平成8年）3月26日：營團地下鐵南北線開業。
- 2001年（平成13年）11月18日：JR東日本的智能卡系統Suica正式投入服務。
- 2004年（平成16年）4月1日：營團地下鐵民營化，有樂町線、南北線由東京地下鐵接手經營。
- 2007年（平成19年）3月18日：東京地下鐵、東京都交通局共同使用的智能卡系統PASMO正式投入服務。
- 2013年（平成25年）3月16日：導入站內通過服務。（僅東京地下鐵⇔都營地下鐵）
- 2015年（平成27年）3月10日：南北線更換發車音樂[1]。

## 車站構造
在日本境內由三家營運者共用的車站中，本站是唯一設有能自由換乘其他營運者的換乘剪票口。其中JR東日本與東京地下鐵的換乘剪票口由JR東日本管理，而東京都交通局與JR東日本及東京地下鐵的換乘剪票口則由東京都交通局管理。除換乘閘機外，所有換乘剪票口側均設有自動補票機，供車票未能通過換乘閘機的乘客使用。
此外，本站也是JR東日本試驗換乘自動閘機的車站。當時需要把兩家營運者的車票連續放入閘機（不能疊著放入閘機）才能通過，但此設計最終未被採用，而測試用閘機其後也被改為現在的規格。另外，本站東京都交通局與東京地下鐵的換乘通道中安裝的自動補票機，是兩家營運者的換乘通道中首台安裝的自動補票機。
2013年3月16日起導入站內通過服務，乘客可經由都營地下鐵與東京地下鐵間的換乘剪票口通過對方的站內付費區。

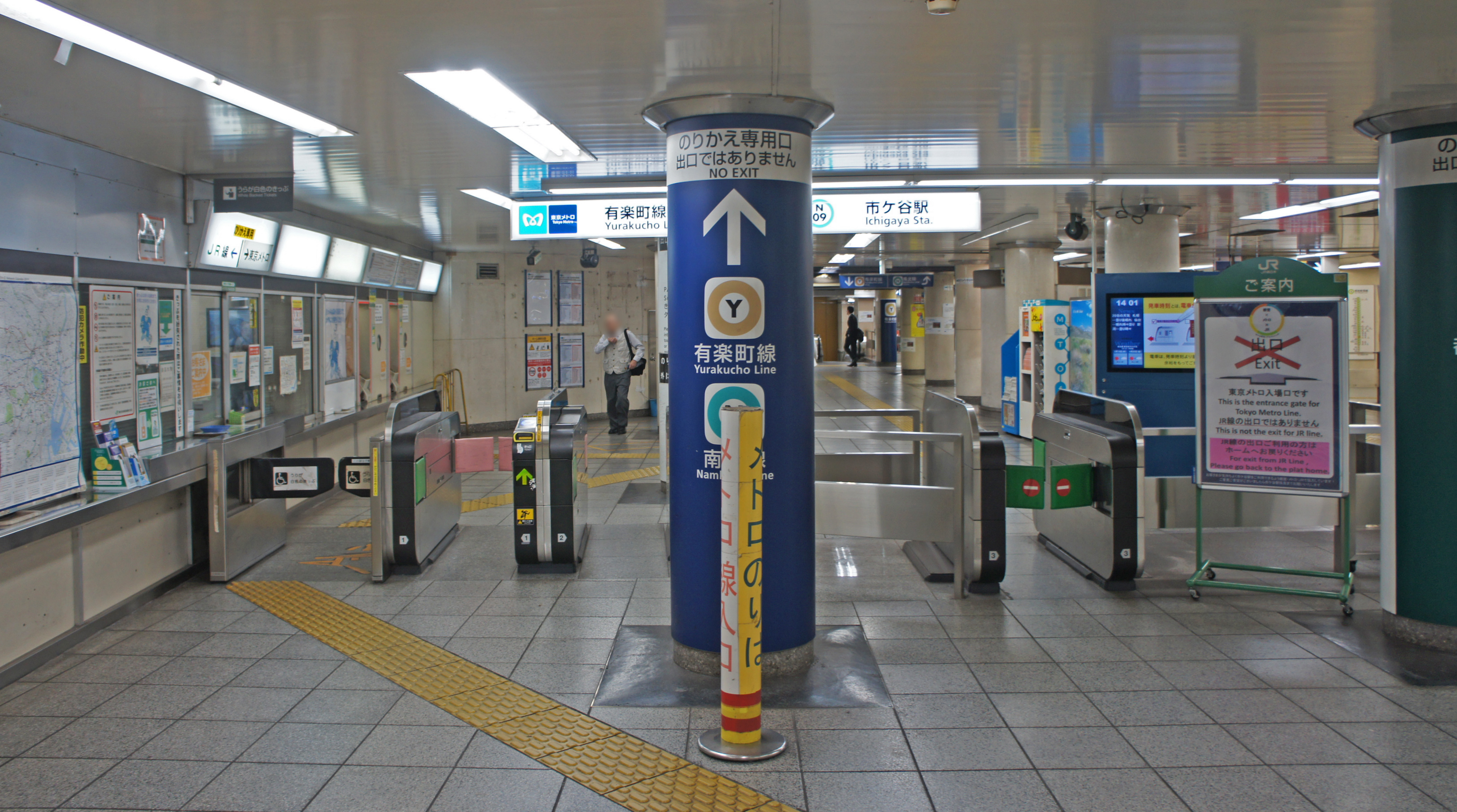
東京地下鐵、JR東日本間的聯絡閘口（2019年9月）
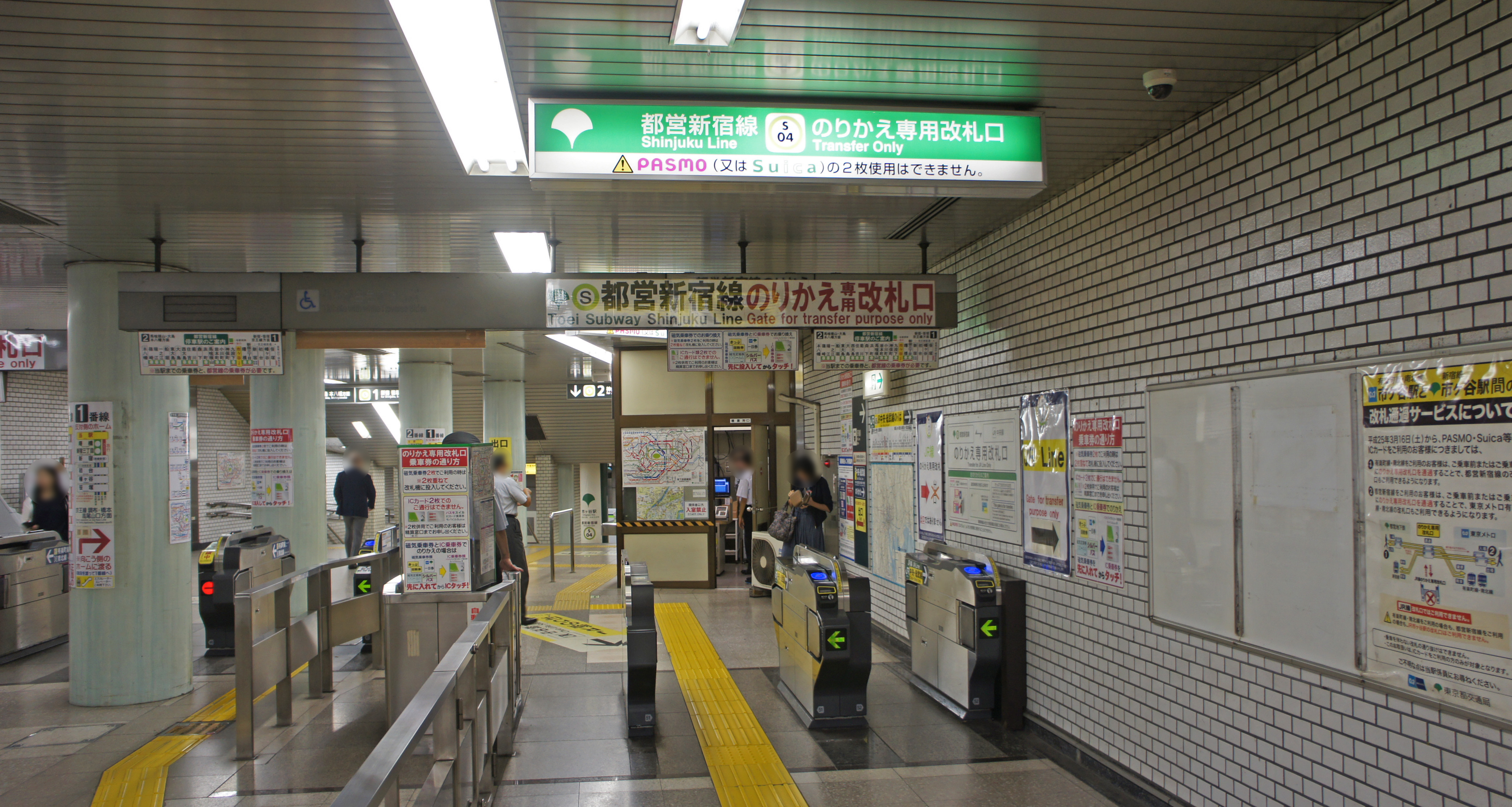
都營地下鐵⇔東京地下鐵、JR東日本間的聯絡閘口（2019年9月）

### JR東日本
本站是一島式月台1面2線地面車站，站房為跨站式站房。車站出口只有一個，設於近新宿的一邊。另外也設有換乘其他營運者的通道。
車站月台設於原江戶城外護城河的內側，而護城河自身已被改建為釣魚場。當春天櫻花盛開之時，自月台望向護城河的景色非常漂亮，並吸引不少愛好攝影的人士。
2009年1月起更新站內標示（與目白站同時實施）。

#### 月台配置
| 月台 | 路線                    | 方向 | 目的地                         |
| ---- | ----------------------- | ---- | ------------------------------ |
| 1    | 中央·總武線（各站停車） | 西行 | 新宿、中野、三鷹方向           |
| 2    | 中央·總武線（各站停車） | 東行 | 御茶之水、東京、兩國、千葉方向 |

（來源：JR東日本:車站構內圖 （页面存档备份，存于））

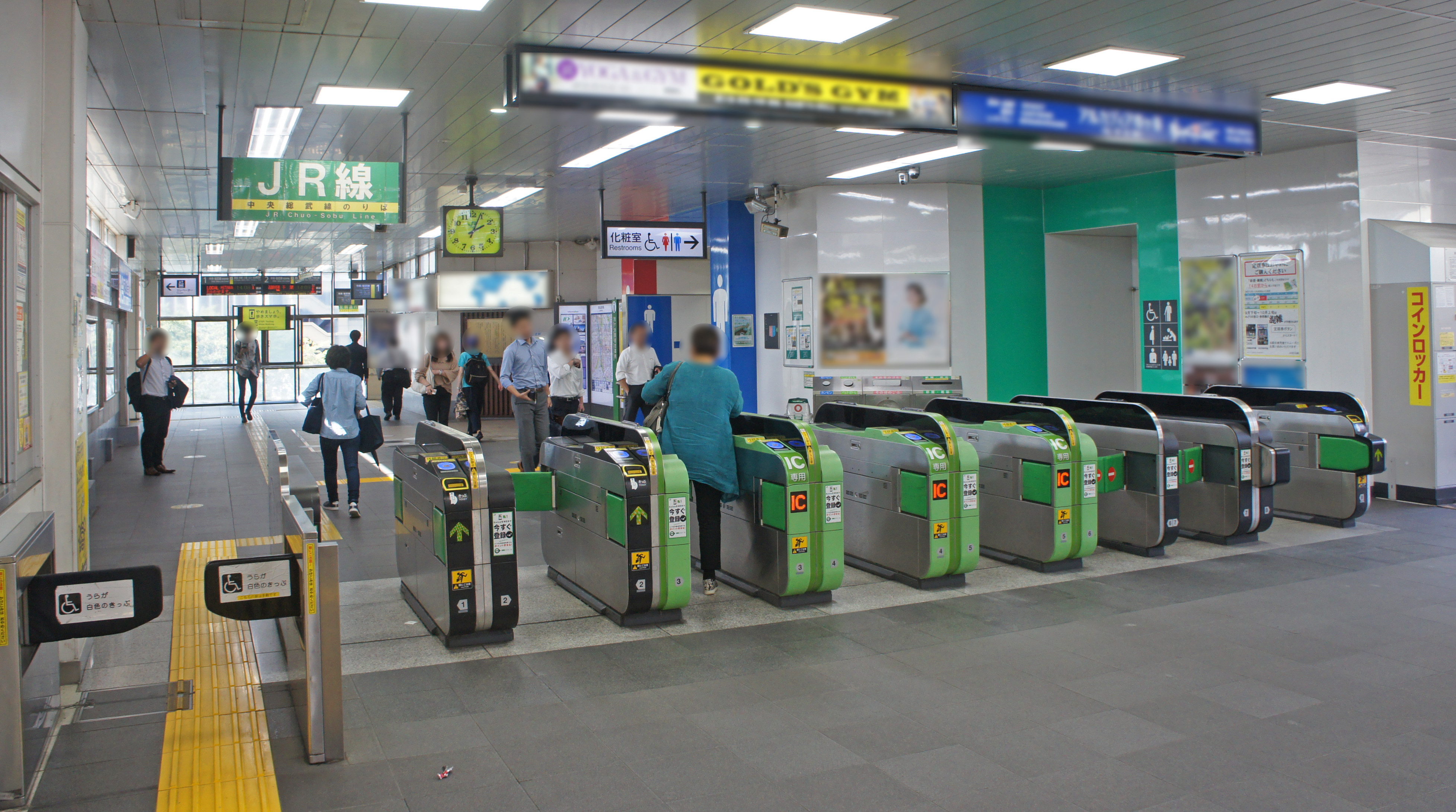
JR閘口（2019年9月）
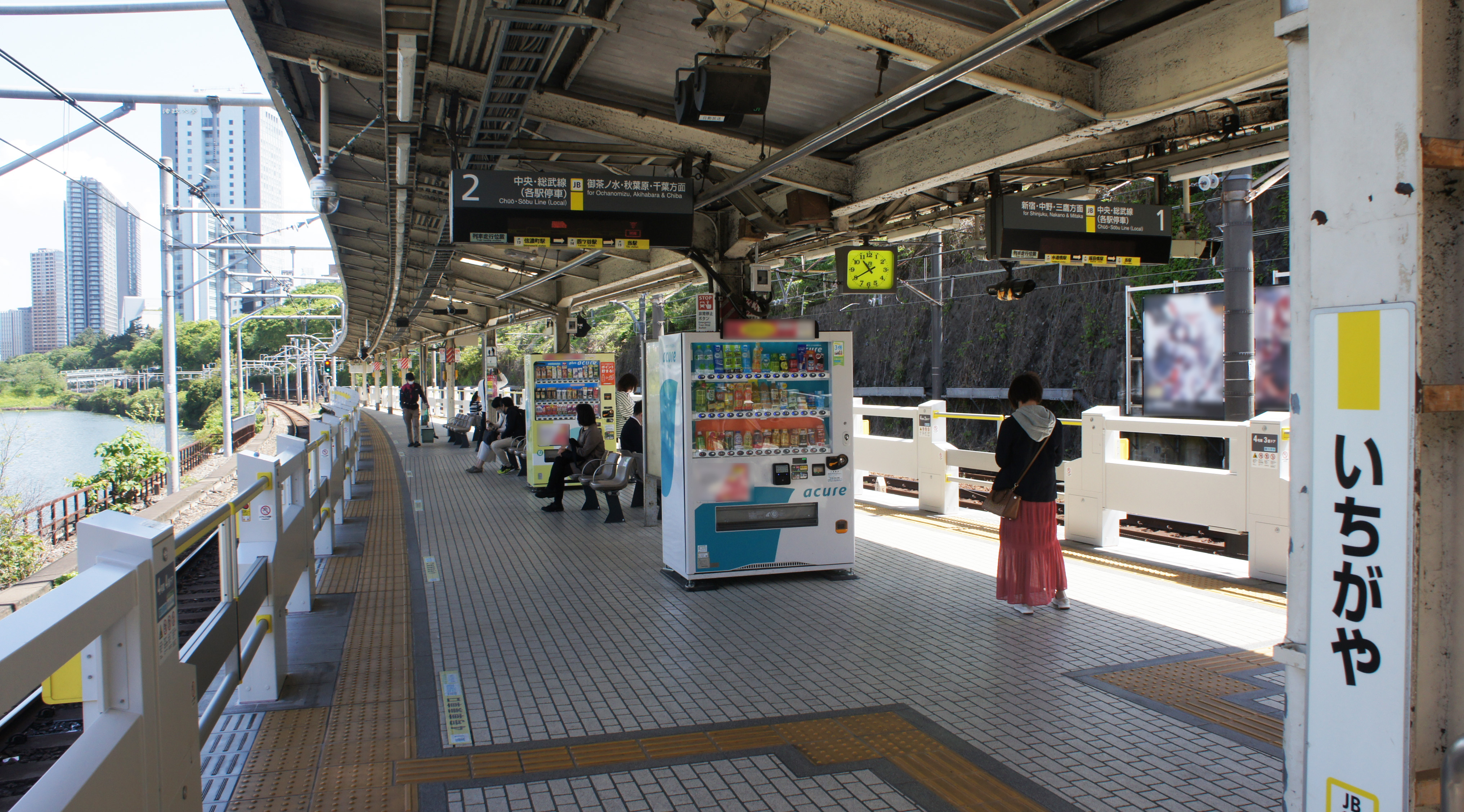
JR月台（2021年4月）

### 東京地下鐵
有樂町線和南北線各自使用一座島式月台，合共2面4線。有樂町線月台採用可動式月台門，南北線月台則採用全罩式月台門。站前設有連接南北線和有樂町線的短絡線，供前往綾瀨工場檢查的南北線和埼玉高速鐵道線列車使用。此外，半藏門線列車也藉由東急電鐵各線與南北線使用此短絡線前往新木場車輛基地進行復新工程。設立此短絡線後，有樂町線的2號月台停止位置目標也往麴町站移動。
有樂町線池袋方向設有留置線（舊第二代飯田橋檢車區），2008年6月14日改點以前，有編排以本站為起訖點的班次利用該線。
南北線 - 有樂町線間的連絡線部分亦設有5條停泊線，供南北線列車使用，以彌補王子檢車區因空間限制而導致缺乏列車停泊空間。因此可站可作為列車起點站。此外，埼玉2002體育場舉行足球比賽（主要為日本代表戰）時，行駛浦和美園往返本站的臨時列車。
東京地下鐵站區分為兩個部分：南北線站區設於外堀通地下，有樂町線站區則是於護城河河床下。南北線月台電梯位在四谷側端部。兩個站區之間設有兩條換乘通道，其中JR東日本和東京都交通局站區的轉乘口側通道設有電動平面步道。
南北線的大堂中央設有名為「江戶歷史散步角」的小型博物館。博物館內展示了一面江戶城地基的模型，其石材是在建設南北線時發掘所得。

#### 月台配置
| 月台 | 路線     | 目的地                           | 備註 |
| ---- | -------- | -------------------------------- | --- |
| 1    | 有樂町線 | 永田町、有樂町、新木場方向       | |
| 2    | 有樂町線 | 池袋、和光市、森林公園、飯能方向 | 和光市站直通 東武東上線（直通至森林公園站）、或 小竹向原站直通 西武池袋線（經 西武有樂町線直通至飯能站） |
| 3    | 南北線   | 飯田橋、赤羽岩淵、浦和美園方向   | 赤羽岩淵站直通 埼玉高速鐵道線 （往浦和美園方向列車）                                                     |
| 4    | 南北線   | 白金高輪、目黑、日吉方向         | 目黑站直通 東急目黑線                                                                                    |

（來源：東京地下鐵:構內圖 （页面存档备份，存于））
- 因有樂町線月台位在彎道上，全日有站員執勤。

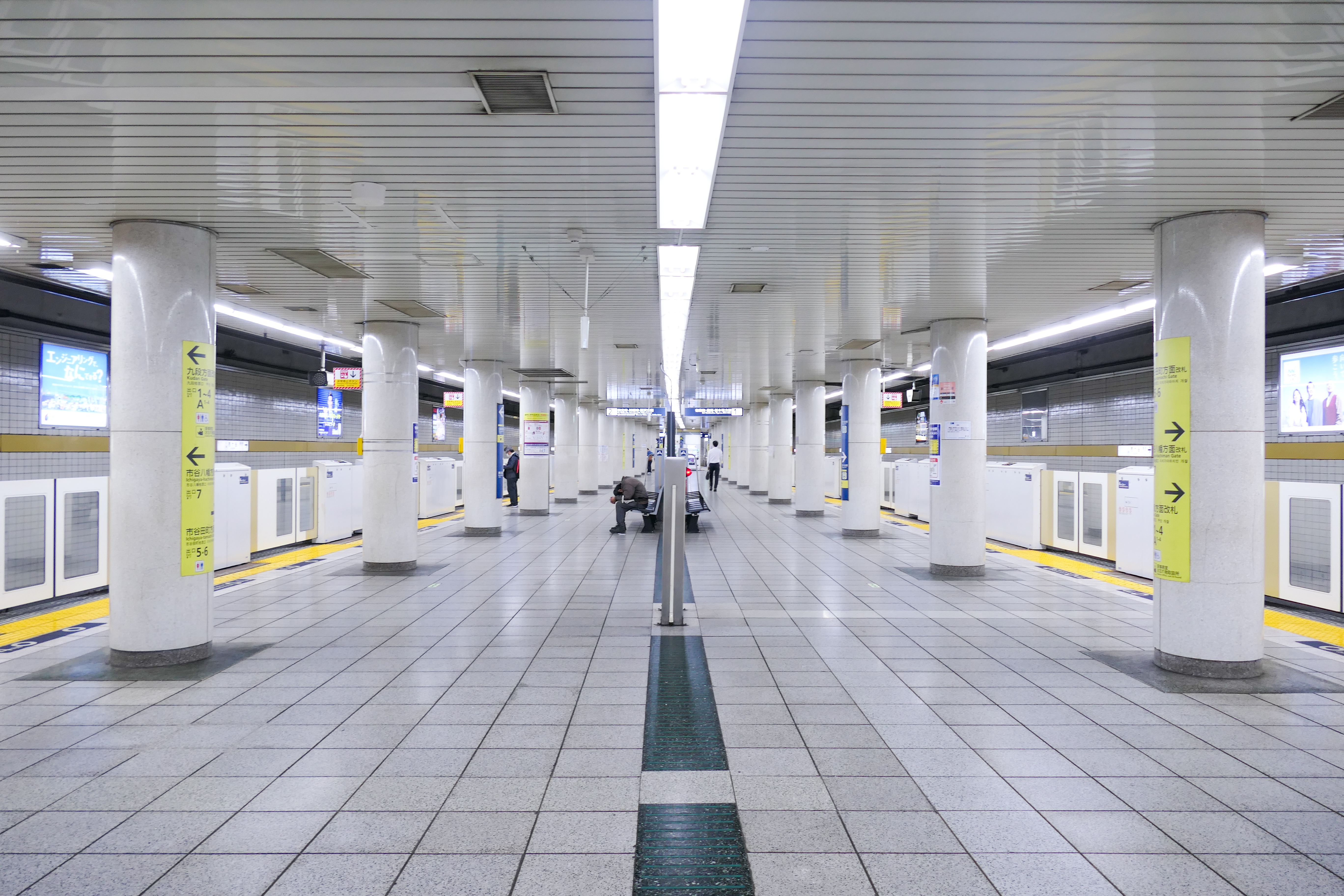
有樂町線1・2號月台（2022年5月）
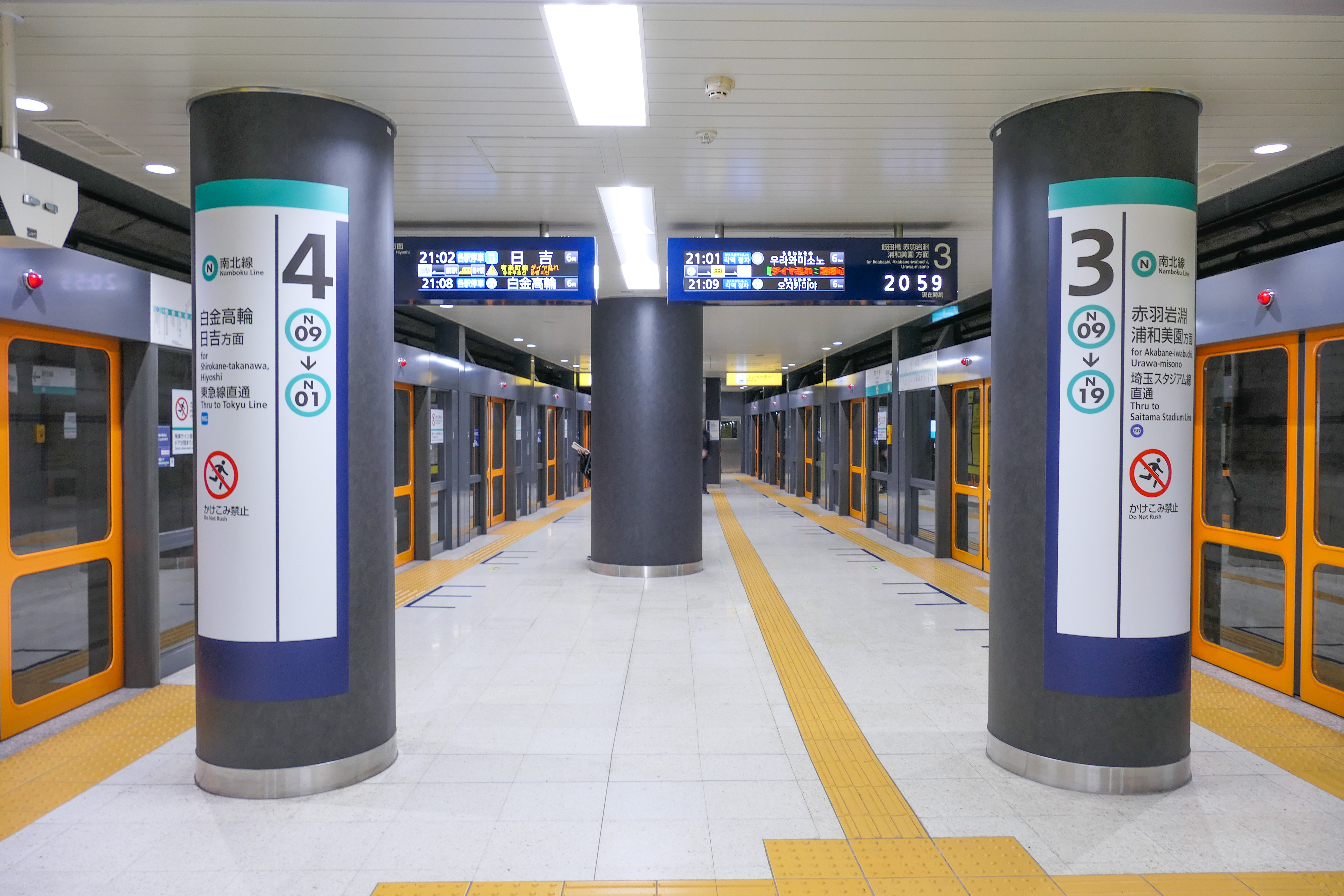
南北線3・4號月台（2022年5月）
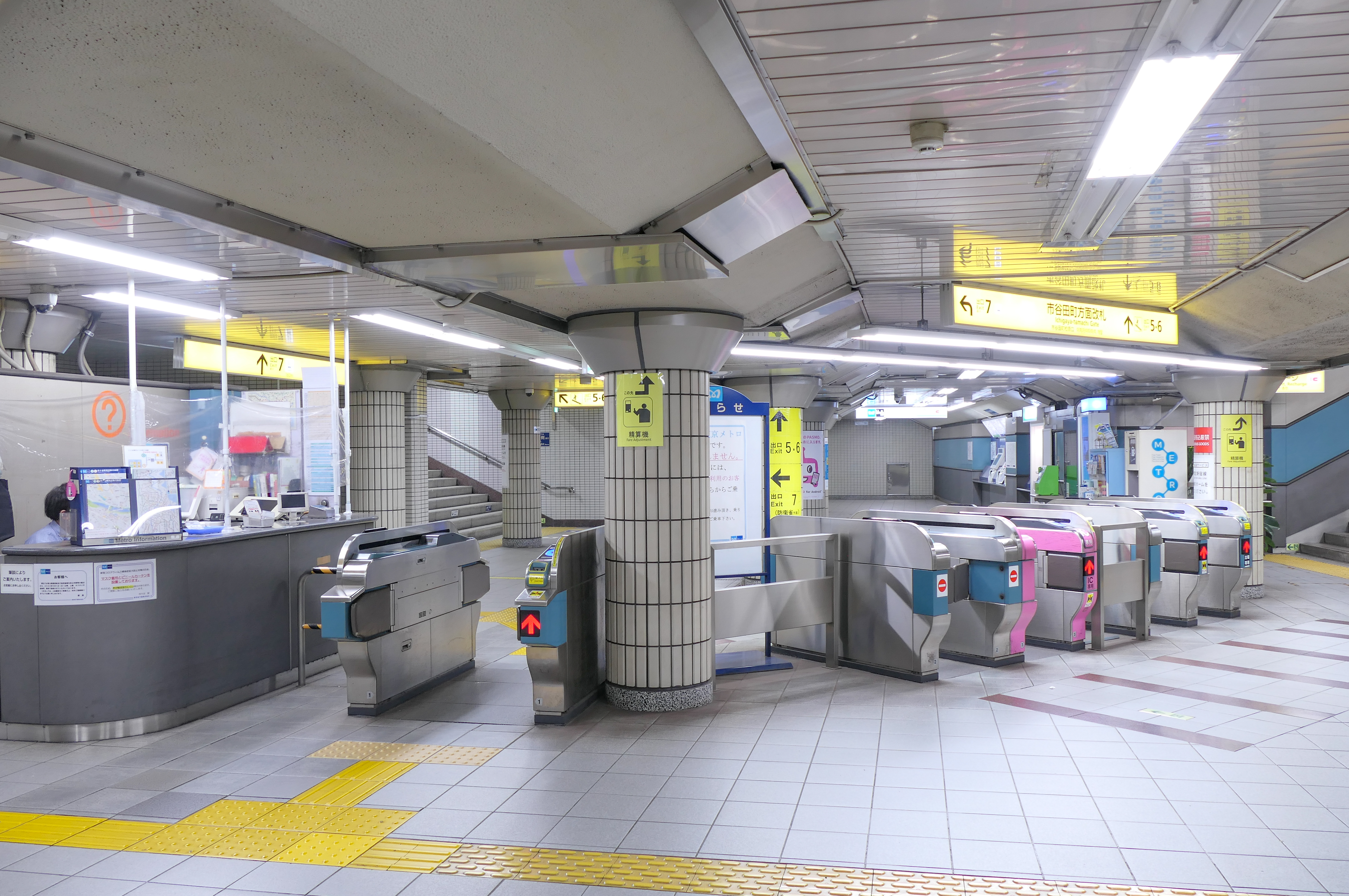
市谷田町方面閘口（2022年5月）
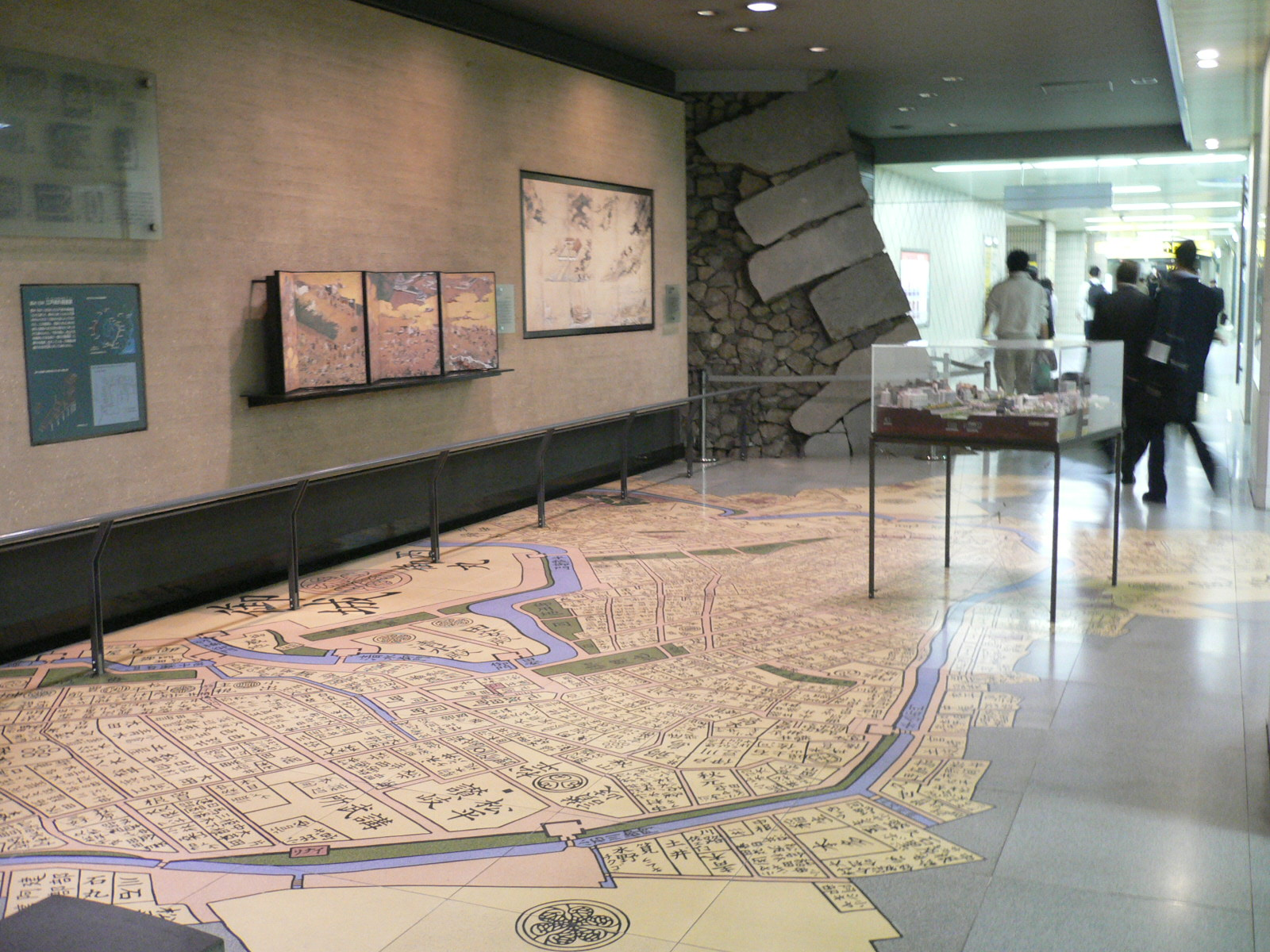
江戶歷史散步角（2005年10月24日）

### 東京都交通局
東京都交通局站區位於靖國通地下。月台採對向式月台2面2線設計。副站名原為法政大學前，2014年7月改為「大妻女子大學前」。
車站大堂位於地下1層，月台位於地下2層。近本八幡一邊設有轉轍器，只供緊急時用於列車折返。但2008年紀念新宿線開業30年的特別列車「都營新宿線開業30周年」號就曾使用此轉轍器於本站折返。
本站是市谷站務區所在站，管理新宿線新宿站～岩本町站間各站（但是新宿站由京王電鐵管轄。）。

#### 月台配置
| 月台 | 路線   | 目的地                   |
| ---- | ------ | ------------------------ |
| 1    | 新宿線 | 新宿、笹塚、京王線方向   |
| 2    | 新宿線 | 神保町、大島、本八幡方向 |

（來源：都營地下鐵:車站構內圖 （页面存档备份，存于））

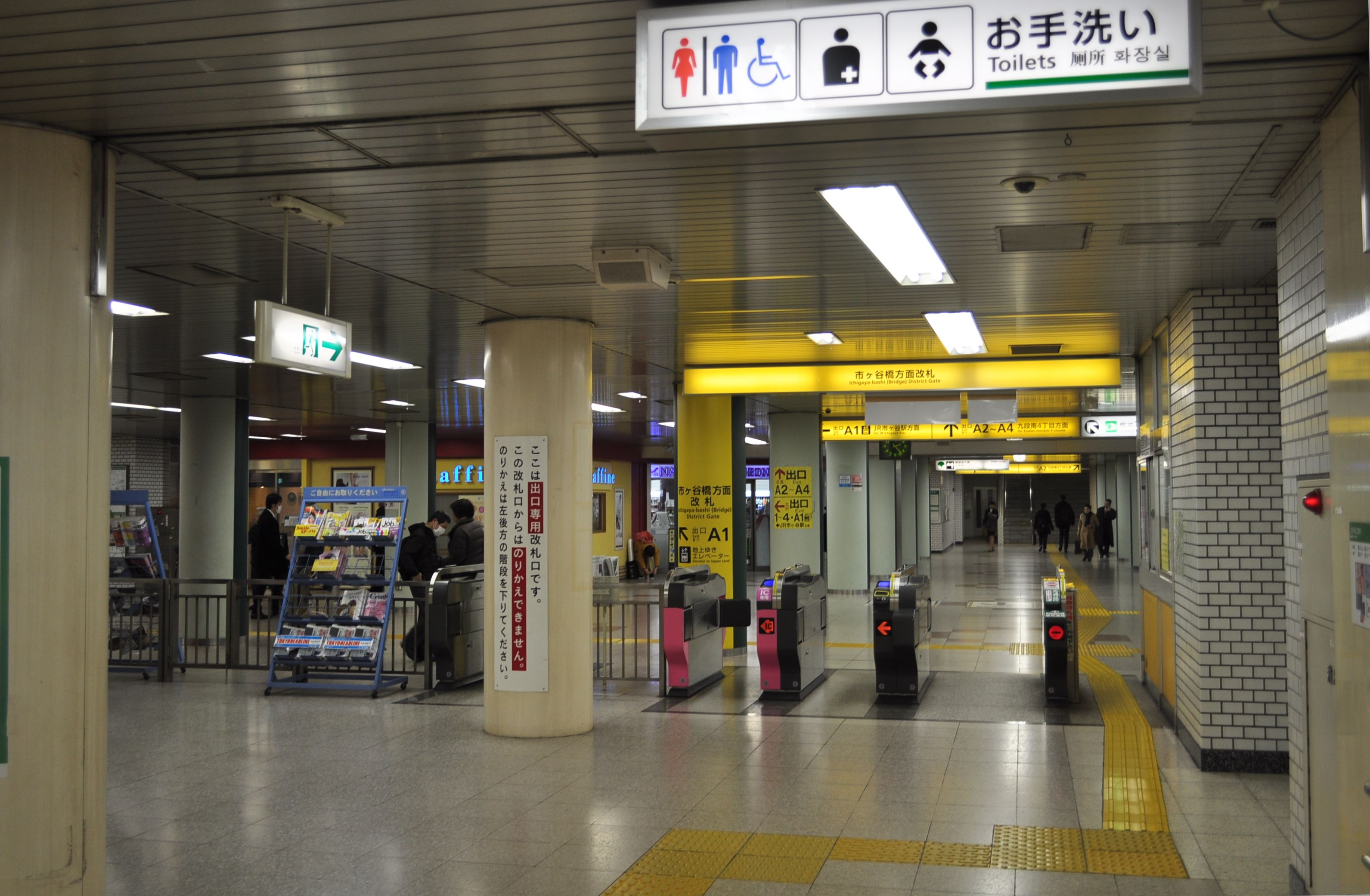
市谷橋方向閘口（2018年3月）
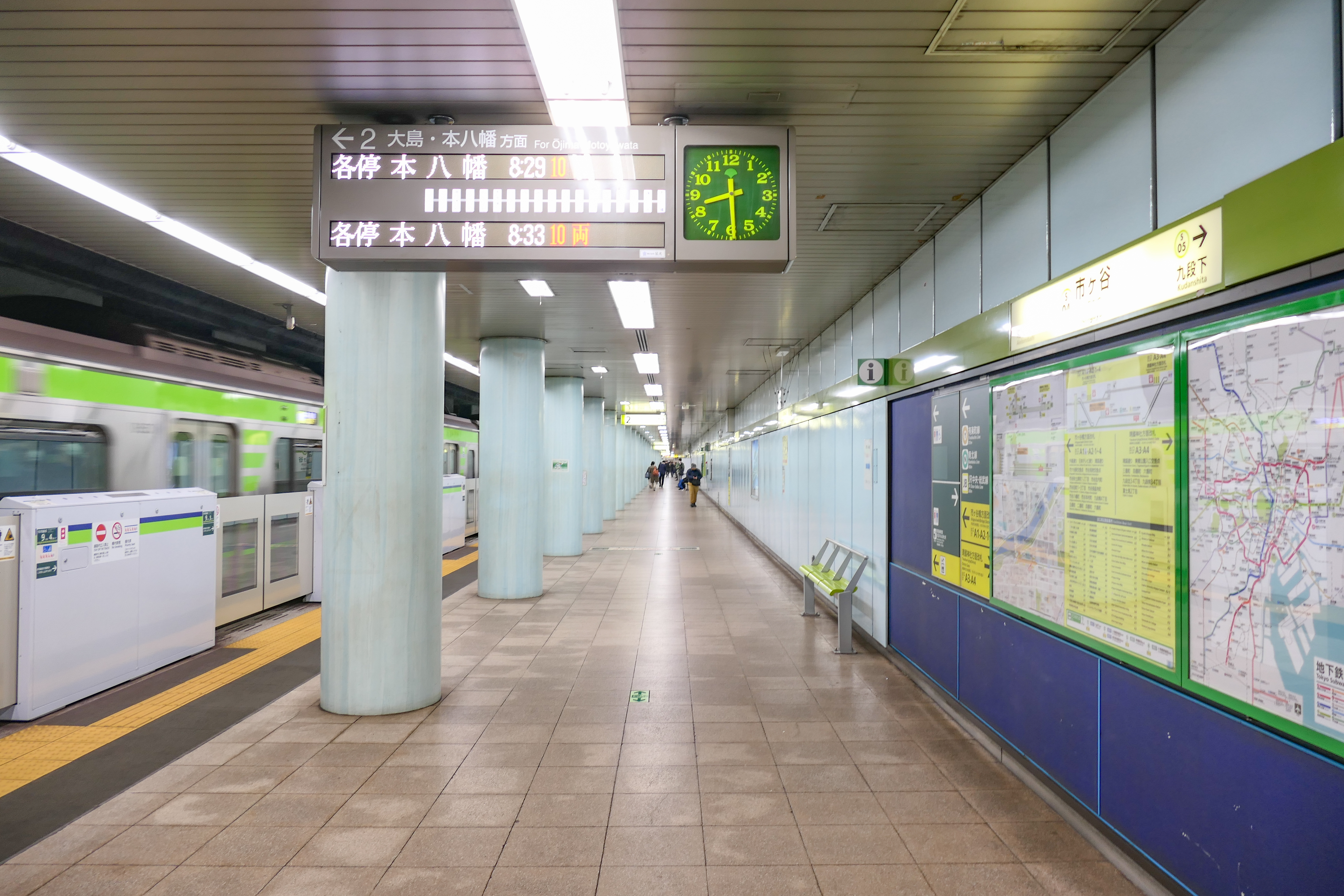
2號月台(2022年11月)

##### 站內設備
- 付費區
  - 定期券售票處（日语：東京都営交通協力会）
  - 郵貯銀行ATM
  - MISTER MINIT（ミスターミニット）

## 利用狀況
- JR東日本 - 2019年度1日平均上車人次為63,882人[使用人數 1]。
該公司車站中次於新橫濱站，名列第73位。
- 東京地下鐵 - 2017年度1日平均上下車人次為146,603人[使用人數 2]。
東京地下鐵全部130個車站當中次於國會議事堂前站、溜池山王站排名21位。此數值不包括有樂町線、南北線間的轉乘人次。
  - 若包括有樂町線、南北線間的轉乘人次，2017年度各路線1日平均上下車人次如下[上下車資料 1]。
    - 有樂町線 - 113,489人 - 同線內次於小竹向原站、有樂町站、豐洲站、池袋站、和光市站、飯田橋站、永田町站排行第8位。
    - 南北線 - 46,340人 - 同線內次於溜池山王站、飯田橋站、目黑站、赤羽岩淵站、四谷站、六本木一丁目站、永田町站、王子站、後樂園站、麻布十番站排行第11位。
- 都營地下鐵 - 2017年度1日平均上下車人次為98,926人（上車人次48,420人，下車人次 50,506人）[使用人數 3]。

### 各年度1日平均上下車人次
各年度1日平均上下車人次如下表。
| 年度               | 東京地下鐵         | 東京地下鐵 | 都營地下鐵         | 都營地下鐵 |
| 年度               | 1日平均 上下車人次 | 增長率     | 1日平均 上下車人次 | 增長率     |
| ------------------ | ------------------ | ---------- | ------------------ | ---------- |
| 1999年（平成11年） | 108,614            |            |                    |            |
| 2000年（平成12年） | 113,715            | 4.7%       |                    |            |
| 2001年（平成13年） | 113,448            | −0.2%      |                    |            |
| 2002年（平成14年） | 112,922            | −0.5%      |                    |            |
| 2003年（平成15年） | 112,658            | −0.2%      | 74,792             | −0.2%      |
| 2004年（平成16年） | 111,534            | −1.0%      | 74,479             | −0.4%      |
| 2005年（平成17年） | 113,876            | 2.1%       | 75,787             | 1.8%       |
| 2006年（平成18年） | 118,413            | 4.0%       | 78,403             | 3.5%       |
| 2007年（平成19年） | 126,622            | 6.9%       | 85,169             | 8.6%       |
| 2008年（平成20年） | 128,092            | 1.2%       | 86,426             | 1.5%       |
| 2009年（平成21年） | 127,542            | −0.4%      | 86,668             | 0.3%       |
| 2010年（平成22年） | 126,997            | −0.4%      | 85,756             | −1.1%      |
| 2011年（平成23年） | 124,197            | −2.2%      | 83,435             | −2.7%      |
| 2012年（平成24年） | 126,846            | 2.1%       | 84,529             | 1.3%       |
| 2013年（平成25年） | 131,363            | 3.6%       | 87.151             | 3.1%       |
| 2014年（平成26年） | 134,206            | 2.2%       | 89,429             | 2.6%       |
| 2015年（平成27年） | 139,608            | 4.0%       | 92,994             | 4.0%       |
| 2016年（平成28年） | 142,685            | 2.2%       | 95,112             | 2.3%       |
| 2017年（平成29年） | 146,603            | 2.7%       | 98,926             | 4.0%       |
| 2018年（平成30年） | 150,760            | 2.8%       | 101,106            | 2.2%       |

### 各年度1日平均上車人次（1890年代－1930年代）
各年度1日平均上車人次如下表。
| 年度               | 甲武鐵道 / 國鐵 | 來源              |
| ------------------ | --------------- | ----------------- |
| 1895年（明治28年） | 407             | [ 東京府統計 2 ]  |
| 1896年（明治29年） | 938             | [ 東京府統計 3 ]  |
| 1897年（明治30年） | 863             | [ 東京府統計 4 ]  |
| 1898年（明治31年） | 879             | [ 東京府統計 5 ]  |
| 1899年（明治32年） | 998             | [ 東京府統計 6 ]  |
| 1900年（明治33年） | 1,015           | [ 東京府統計 7 ]  |
| 1901年（明治34年） | 1,070           | [ 東京府統計 8 ]  |
| 1902年（明治35年） | 1,049           | [ 東京府統計 9 ]  |
| 1903年（明治36年） | 1,051           | [ 東京府統計 10 ] |
| 1904年（明治37年） | 1,114           | [ 東京府統計 11 ] |
| 1905年（明治38年） | 823             | [ 東京府統計 12 ] |
| 1907年（明治40年） | 742             | [ 東京府統計 13 ] |
| 1908年（明治41年） | 980             | [ 東京府統計 14 ] |
| 1909年（明治42年） | 1,084           | [ 東京府統計 15 ] |
| 1911年（明治44年） | 1,374           | [ 東京府統計 16 ] |
| 1912年（大正元年） | 1,593           | [ 東京府統計 17 ] |
| 1913年（大正02年） | 1,606           | [ 東京府統計 18 ] |
| 1914年（大正03年） | 1,533           | [ 東京府統計 19 ] |
| 1915年（大正04年） | 1,308           | [ 東京府統計 20 ] |
| 1916年（大正05年） | 1,747           | [ 東京府統計 21 ] |
| 1919年（大正08年） | 2,967           | [ 東京府統計 22 ] |
| 1920年（大正09年） | 4,255           | [ 東京府統計 23 ] |
| 1922年（大正11年） | 6,787           | [ 東京府統計 24 ] |
| 1923年（大正12年） | 7,383           | [ 東京府統計 25 ] |
| 1924年（大正13年） | 7,237           | [ 東京府統計 26 ] |
| 1925年（大正14年） | 7,602           | [ 東京府統計 27 ] |
| 1926年（昭和元年） | 8,695           | [ 東京府統計 28 ] |
| 1927年（昭和02年） | 9,589           | [ 東京府統計 29 ] |
| 1928年（昭和03年） | 10,507          | [ 東京府統計 30 ] |
| 1929年（昭和04年） | 11,878          | [ 東京府統計 31 ] |
| 1930年（昭和05年） | 11,764          | [ 東京府統計 32 ] |
| 1931年（昭和06年） | 11,749          | [ 東京府統計 33 ] |
| 1932年（昭和07年） | 12,439          | [ 東京府統計 34 ] |
| 1933年（昭和08年） | 12,836          | [ 東京府統計 35 ] |
| 1934年（昭和09年） | 13,261          | [ 東京府統計 36 ] |
| 1935年（昭和10年） | 13,606          | [ 東京府統計 37 ] |

### 各年度1日平均上車人次（1953年－2000年）
| 年度               | 國鐵 / JR東日本 | 營團     | 營團   | 都營地下鐵 | 來源              |
| 年度               | 國鐵 / JR東日本 | 有樂町線 | 南北線 | 都營地下鐵 | 來源              |
| ------------------ | --------------- | -------- | ------ | ---------- | ----------------- |
| 1953年（昭和28年） | 20,506          | 未開業   | 未開業 | 未開業     | [ 東京都統計 1 ]  |
| 1954年（昭和29年） | 23,797          | 未開業   | 未開業 | 未開業     | [ 東京都統計 2 ]  |
| 1955年（昭和30年） | 24,959          | 未開業   | 未開業 | 未開業     | [ 東京都統計 3 ]  |
| 1956年（昭和31年） | 27,060          | 未開業   | 未開業 | 未開業     | [ 東京都統計 4 ]  |
| 1957年（昭和32年） | 28,597          | 未開業   | 未開業 | 未開業     | [ 東京都統計 5 ]  |
| 1958年（昭和33年） | 30,932          | 未開業   | 未開業 | 未開業     | [ 東京都統計 6 ]  |
| 1959年（昭和34年） | 33,023          | 未開業   | 未開業 | 未開業     | [ 東京都統計 7 ]  |
| 1960年（昭和35年） | 36,042          | 未開業   | 未開業 | 未開業     | [ 東京都統計 8 ]  |
| 1961年（昭和36年） | 37,742          | 未開業   | 未開業 | 未開業     | [ 東京都統計 9 ]  |
| 1962年（昭和37年） | 41,307          | 未開業   | 未開業 | 未開業     | [ 東京都統計 10 ] |
| 1963年（昭和38年） | 44,399          | 未開業   | 未開業 | 未開業     | [ 東京都統計 11 ] |
| 1964年（昭和39年） | 48,595          | 未開業   | 未開業 | 未開業     | [ 東京都統計 12 ] |
| 1965年（昭和40年） | 50,803          | 未開業   | 未開業 | 未開業     | [ 東京都統計 13 ] |
| 1966年（昭和41年） | 53,171          | 未開業   | 未開業 | 未開業     | [ 東京都統計 14 ] |
| 1967年（昭和42年） | 55,032          | 未開業   | 未開業 | 未開業     | [ 東京都統計 15 ] |
| 1968年（昭和43年） | 57,290          | 未開業   | 未開業 | 未開業     | [ 東京都統計 16 ] |
| 1969年（昭和44年） | 54,131          | 未開業   | 未開業 | 未開業     | [ 東京都統計 17 ] |
| 1970年（昭和45年） | 56,159          | 未開業   | 未開業 | 未開業     | [ 東京都統計 18 ] |
| 1971年（昭和46年） | 60,505          | 未開業   | 未開業 | 未開業     | [ 東京都統計 19 ] |
| 1972年（昭和47年） | 60,090          | 未開業   | 未開業 | 未開業     | [ 東京都統計 20 ] |
| 1973年（昭和48年） | 60,046          | 未開業   | 未開業 | 未開業     | [ 東京都統計 21 ] |
| 1974年（昭和49年） | 62,910          | 11,882   | 未開業 | 未開業     | [ 東京都統計 22 ] |
| 1975年（昭和50年） | 58,628          | 16,656   | 未開業 | 未開業     | [ 東京都統計 23 ] |
| 1976年（昭和51年） | 61,068          | 20,299   | 未開業 | 未開業     | [ 東京都統計 24 ] |
| 1977年（昭和52年） | 62,882          | 23,019   | 未開業 | 未開業     | [ 東京都統計 25 ] |
| 1978年（昭和53年） | 64,819          | 23,271   | 未開業 | 未開業     | [ 東京都統計 26 ] |
| 1979年（昭和54年） | 63,612          | 24,704   | 未開業 | 9,500      | [ 東京都統計 27 ] |
| 1980年（昭和55年） | 57,296          | 31,222   | 未開業 | 18,449     | [ 東京都統計 28 ] |
| 1981年（昭和56年） | 59,512          | 35,315   | 未開業 | 22,195     | [ 東京都統計 29 ] |
| 1982年（昭和57年） | 61,145          | 36,962   | 未開業 | 24,060     | [ 東京都統計 30 ] |
| 1983年（昭和58年） | 62,060          | 40,940   | 未開業 | 26,749     | [ 東京都統計 31 ] |
| 1984年（昭和59年） | 63,438          | 44,614   | 未開業 | 32,082     | [ 東京都統計 32 ] |
| 1985年（昭和60年） | 66,847          | 46,359   | 未開業 | 32,512     | [ 東京都統計 33 ] |
| 1986年（昭和61年） | 67,036          | 47,792   | 未開業 | 33,600     | [ 東京都統計 34 ] |
| 1987年（昭和62年） | 67,801          | 49,880   | 未開業 | 35,519     | [ 東京都統計 35 ] |
| 1988年（昭和63年） | 69,751          | 53,775   | 未開業 | 37,767     | [ 東京都統計 36 ] |
| 1989年（平成元年） | 69,586          | 55,608   | 未開業 | 37,515     | [ 東京都統計 37 ] |
| 1990年（平成02年） | 69,901          | 56,942   | 未開業 | 40,427     | [ 東京都統計 38 ] |
| 1991年（平成03年） | 71,478          | 56,541   | 未開業 | 40,664     | [ 東京都統計 39 ] |
| 1992年（平成04年） | 72,268          | 56,655   | 未開業 | 23,085     | [ 東京都統計 40 ] |
| 1993年（平成05年） | 70,260          | 56,181   | 未開業 | 41,567     | [ 東京都統計 41 ] |
| 1994年（平成06年） | 69,408          | 55,458   | 未開業 | 41,641     | [ 東京都統計 42 ] |
| 1995年（平成07年） | 69,536          | 54,861   | 3,667  | 40,351     | [ 東京都統計 43 ] |
| 1996年（平成08年） | 67,959          | 52,537   | 3,667  | 40,351     | [ 東京都統計 44 ] |
| 1997年（平成09年） | 65,674          | 50,430   | 4,299  | 39,636     | [ 東京都統計 45 ] |
| 1998年（平成10年） | 62,674          | 48,175   | 5,874  | 37,819     | [ 東京都統計 46 ] |
| 1999年（平成11年） | 60,628          | 46,109   | 7,287  | 36,740     | [ 東京都統計 47 ] |
| 2000年（平成12年） | 60,614          | 46,877   | 8,805  | 36,932     | [ 東京都統計 48 ] |

### 各年度1日平均上車人次（2001年以後）
| 年度               | JR東日本 | 營團 / 東京地下鐵 | 營團 / 東京地下鐵 | 都營地下鐵 | 來源              |
| 年度               | JR東日本 | 有樂町線          | 南北線            | 都營地下鐵 | 來源              |
| ------------------ | -------- | ----------------- | ----------------- | ---------- | ----------------- |
| 2001年（平成13年） | 59,827   | 45,304            | 10,805            | 36,153     | [ 東京都統計 49 ] |
| 2002年（平成14年） | 60,036   | 44,573            | 11,277            | 36,458     | [ 東京都統計 50 ] |
| 2003年（平成15年） | 58,551   | 44,041            | 11,817            | 35,809     | [ 東京都統計 51 ] |
| 2004年（平成16年） | 58,009   | 44,055            | 12,723            | 35,740     | [ 東京都統計 52 ] |
| 2005年（平成17年） | 58,799   | 44,592            | 13,211            | 36,351     | [ 東京都統計 53 ] |
| 2006年（平成18年） | 58,982   | 45,984            | 13,701            | 37,444     | [ 東京都統計 54 ] |
| 2007年（平成19年） | 60,746   | 49,090            | 14,751            | 40,951     | [ 東京都統計 55 ] |
| 2008年（平成20年） | 60,301   | 48,531            | 16,307            | 42,010     | [ 東京都統計 56 ] |
| 2009年（平成21年） | 59,680   | 47,936            | 16,709            | 42,257     | [ 東京都統計 57 ] |
| 2010年（平成22年） | 58,386   | 47,491            | 16,902            | 41,834     | [ 東京都統計 58 ] |
| 2011年（平成23年） | 56,956   | 46,233            | 16,639            | 40,759     | [ 東京都統計 59 ] |
| 2012年（平成24年） | 57,555   | 47,147            | 17,087            | 41,349     | [ 東京都統計 60 ] |
| 2013年（平成25年） | 58,900   | 48,758            | 17,759            | 42,686     | [ 東京都統計 61 ] |
| 2014年（平成26年） | 59,080   | 49,743            | 18,232            | 43,821     | [ 東京都統計 62 ] |
| 2015年（平成27年） | 60,673   | 51,890            | 19,076            | 45,492     | [ 東京都統計 63 ] |
| 2016年（平成28年） | 61,184   | 52,819            | 19,548            | 46,499     | [ 東京都統計 64 ] |
| 2017年（平成29年） | 62,333   | 54,107            | 20,268            | 48,420     | [ 東京都統計 65 ] |
| 2018年（平成30年） | 63,066   | 55,422            | 21,071            | 49,533     | [ 東京都統計 66 ] |
| 2019年（令和元年） | 63,882   |                   |                   |            |                   |

### 備註
1. ↑  1974年10月30日開業，共計153日間的統計資料
2. ↑  1980年3月16日開業，共計16日間的統計資料
3. ↑  1996年3月26日開業，共計6日間的統計資料
4. ↑  2000年9月26日，目黑站 - 溜池山王站間通車。

## 車站周邊
周邊有許多學校與辦公大樓。

### 設施、團體
- 皇居外堀（外濠：往飯田橋站線路隣接）
- 防衛省市谷地區
- 江上料理學院（江上登美（日语：江上トミ））
- 日本齒科醫師會（日语：日本歯科医師会）
- 日本棋院
- 大日本印刷
- 日本公認會計士協會（日语：日本公認会計士協会）
- SME六番町本社大樓、市谷大廈
- 保健會館
  - 全國保健中心聯合會（日语：全国保健センター連合会）
  - 日本家族計畫協會（日语：日本家族計画協会）
- 東京遞信醫院（日语：東京逓信病院）
- 麴町郵便局（日语：麹町郵便局）
- 麴町郵便局東京遞信醫院內分室
- 千代田四番町郵便局
- 新宿保健會館內郵便局
- 靖國通（東京都道302號新宿兩國線）
- 外堀通（東京都道405號外濠環狀線）
- 日本電視台通（日本テレビ通り）
- 靖國神社
- 法政大學市谷校區
  - 大學本部、法學部、文學部、經營學部、國際文化學部、人間環境學部、職涯管理學部、設計工學部、GIS〈國際教養學部〉、大學院、通信教育部
- 中央大學市谷校區（市谷本村町）
- 市谷田町校區（中央大學Middle Bridge）（市谷田町）
- 日本大學本部、通信教育部
- 上智大學
- 大妻女子大學
- 大妻中學校、高等學校（日语：大妻中学校・高等学校）
- 東京家政學院大學
- 東京家政學院中學校、高等學校（日语：東京家政学院中学校・高等学校）
- 三輪田學園中學校、高等學校（日语：三輪田学園中学校・高等学校）
- 梵蒂岡大使館
- 以色列大使館
- 千代田區立東鄉元帥紀念公園
- ARCADIA市谷（アルカディア市ヶ谷）（私學會館）
- 山脇美術專門學院 （页面存档备份，存于）
- 東京観光専門学校（日语：東京観光専門学校）
- Medical Friend（日语：メヂカルフレンド社）
- 日本學生支援機構
- 駿台預備學校市谷校舍 （页面存档备份，存于）
- 河合塾（日语：河合塾）麴町校
- 市谷南海紀念診療所（日语：市ヶ谷南海記念診療所）（摔角團體Ice Ribbon（日语：アイスリボン）場地）
- 市谷釣魚中心（市ヶ谷フィッシュセンター）
- 巴斯克林（日语：バスクリン）本社

## 巴士路線
最近的巴士站是「市谷站前」。
- 高71系統：往九段下／經東京女子醫大往高田馬場站前
- 橋63系統：經國會議事堂往新橋站／經國立國際醫療研究中心（日语：国立国際医療研究センター）往小瀧橋車庫
- 千代田區地域福祉交通風ぐるま：麴町路線

## 相鄰車站
東日本旅客鐵道
 中央·總武線（各站停車）
飯田橋（JB 16）－市谷（JB 15）－四谷（JB 14）
 東京地下鐵
 有樂町線
飯田橋（Y 13）－市谷（Y 14）－麴町（Y 15）
 南北線
四谷（N 08）－市谷（N 09）－飯田橋（N 10）
 都營地下鐵
 新宿線
■急行
新宿（S 01）－市谷（S 04）－神保町（S 06）
■各站停車
曙橋（S 03）－市谷（S 04）－九段下（S 05）

## 外部連結
- 車站資訊（市谷）：東日本旅客鐵道
- 市谷/Y14/N09 | 路線・車站資訊 | 東京地下鐵
- 市谷 - 東京都交通局